# Acuminit
Acuminit là một khoáng vật stronti, nhôm, flo, oxy, và hydro có công thức hóa học là SrAlF4(OH)·(H2O).